# Chromoville
Chromoville est un roman de science-fiction de Joëlle Wintrebert publié en 1984.
Chromoville est cité dans La Bibliothèque idéale de la SF (parue en 1988).

## Résumé
Dans un lointain futur, après des guerres, les villes sont isolées les unes des autres, sans aucun contact. Le récit se déroule dans l'une d'elles.
La société est de type patriarcal. La population est divisée en classes qui correspondent à des couleurs et à des types de métier. Les Noirs sont les dirigeants. Les Blancs sont les prêtres. Le personnage principal, Sélèn est l’un d’eux. Il apprend son art sous les directives d'Argyre, chargé de la veille d'un quart de la ville. Car celle-ci est truffée, à l'insu des habitants, de caméras et de micros pour en sonder la quiétude et évincer les fauteurs de troubles si une semonce ne suffit pas.
Sélèn tombe amoureux de la jaune Narcisse, une hétaïre. Elle a pour ambition de faire changer les choses et s'en ouvre à des Violets, gestionnaires de l'ordinateur central qui régit la ville. Interviennent notamment aussi dans l'histoire une Rouge (classe la plus basse), un Multi (homosexuel) et un Saï (humanoïde).
Après une période agitée, la vie va reprendre sur de nouvelles bases, plus démocratiques, avec davantage de postes importants pour les femmes et les Saïs.

## Analyse et commentaire
Pour Roland C. Wagner, « il s’agit sans doute de la création d’univers la plus aboutie de son auteur, et certains passages ne sont pas sans faire penser à un Jack Vance hypothétique qui connaîtrait la chaleur des émotions ». Pour Jean-Guillaume Lanuque, Chromoville présente « bien des thèmes typiques de la contre-culture : féminisme affirmé qui prend le pas sur les combats révolutionnaires plus traditionnels (« Argyre qui n’avait jamais été confronté à la lutte des classes allait devoir faire face à une dissidence des sexes », p. 130), évidence des sexualités différentes du modèle hétérosexuel dominant, critique d’une société policée de la surveillance généralisée (Argyre espionnant toute la population urbaine grâce à un vaste appareillage audio et vidéo), et débouché révolutionnaire contre une société de classes rigidifiée à l’extrême ».
Dans ce roman, Joëlle Wintrebert traite notamment des rapports entre hommes et femmes : la cité est fondée sur un ordre misogyne, les femmes s'étant jadis rebellées contre le système de castes. La sexualité est également importantes : plusieurs personnages sont homosexuels, les femmes sont soumises à une oppression sexuelle qui s'exprime notamment par le viol. Comme dans Les Olympiades truquées, elle joue à brouiller les frontières de genre : les saïs, sont hermaphrodites.
Une partie de ces thèmes qui seront ultérieurement développés dans Pollen, publié en 2002.
Parue dans Univers 1982, la nouvelle Hétéros et Thanatos, « tout à la fois poétique et d’une noirceur forcenée », prolonge le roman. Se déroulant après Chromoville, on y retrouve le chorège Sélèn qui usurpe une identité pour mimer un appariement.